# پاتریک پیکو
پاتریک پیکو (فرانسوی: Patrick Picot‎؛ زادهٔ ۲۲ سپتامبر ۱۹۵۱) شمشیرباز اهل فرانسه است.
وی در مسابقات کشوری و بین‌المللی در مجموع برندهٔ ۱ مدال طلا شده‌است.